# Lamborghini Asterion
Lamborghini Asterion («астерион» в мифологии — минотавр, гибрид человека и быка) — среднемоторный суперкар итальянского автоконцерна Lamborghini, дебютировавший на Парижском автосалоне 2014 года.
Инженеры Lamborghini выбрали технологию подключаемого гибрида Plug-in Hybrid (PHEV). Кузов сделан из таких материалов как алюминий, углепластик и титан. В основе кузова карбоновый монокок с алюминиевыми передним и задними подрамниками.

## Характеристики
Asterion имеет установленный в середине двигатель V10, который используется в Huracán и выдает максимальную выходную мощность 610 л. с. (449 кВт), и два электродвигателя на передней оси, кроме того литий-ионный аккумулятор, вырабатывающий общую мощность 300 л. с. (221 кВт; 296 л. с.). Аккумуляторы размещены в центральном валу, что повышает безопасность автомобиля и центр тяжести. Автомобиль оснащен системой определения крутящего момента, типичной для гибридных спортивных автомобилей.
Asterion развивает максимальную скорость 298 км/ч, и до 125 км/ч при работе исключительно на электроэнергии. Автомобиль может разгоняться до 100 км/ч за три секунды. Автомобиль классифицируется как Grand Tourer и имеет пробег батареи 50 км. Гибридная технология добавляет 280 кг к общему весу автомобиля.
Автомобиль имеет острый угловой дизайн и монокок из углеродного волокна, позаимствованный у Aventador, а также композитные панели из углеродного волокна. Интерьер выполнен в минималистичном стиле, обивка из кожи слоновой кости, отделка из углеродного волокна, алюминия и титана, сиденья расположены выше, а ветровое стекло более вертикальное, чем у традиционных моделей Lamborghini, для дополнительного комфорта.
Asterion также имеет больше места для хранения, чем типичные модели Lamborghini. Он содержит три режима вождения, а именно «Zero» (полный электрический режим), «Ibrido» (который управляет автомобилем на комбинированной мощности двигателя и электродвигателей) и «Termiko» (который управляет автомобилем только на двигателе). Режимы можно выбирать с помощью кнопок на руле.